# Zwillingsschleuse

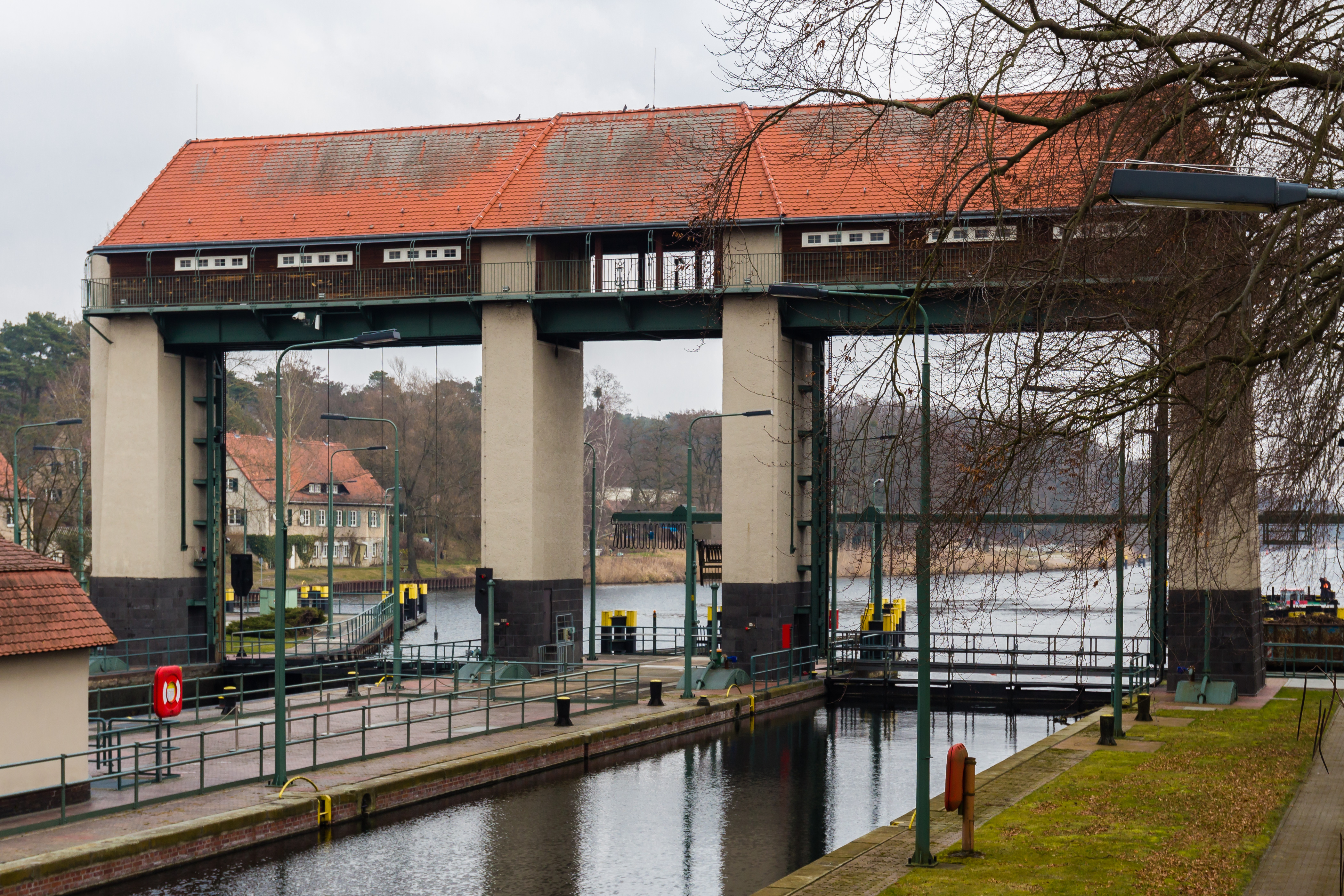
Alte Zwillingsschleuse Kleinmachnow

Eine Zwillingsschleuse besteht wie eine Doppelschleuse aus zwei Schleusenkammern, die miteinander über ein Absperrorgan verbunden sind. Dadurch kann ein Teil des Schleusungswassers der einen Kammer zum Füllen der anderen verwendet werden, um den Schleusenverlust zu reduzieren.

## Hintergrund
Beim Betrieb einer Schifffahrtsschleuse entsteht zwangsläufig ein Schleusenverlust, da zum Absenken der Schiffe in der Schleuse die Schleusenkammer entleert werden muss. Im einfachsten Fall wird das gesamte Volumen in das Unterwasser abgegeben, wodurch der Schleusenverlust 100 Prozent beträgt. Die ins Unterwasser abgegebene Menge fehlt jedoch in der oberen Haltung und muss ersetzt werden. Fehlt ein natürlicher oder auch künstlicher Zufluss, muss durch Rückpumpen aus dem Unterwasser das Verlustwasser ersetzt werden. Bei einer Sparschleuse kann durch daneben liegende Sparbecken der Verlust vermindert werden.
Wenn die Schleuse aus zwei Kammern besteht und das Verkehrsaufkommen in beiden Richtungen nahezu gleich ist, übernimmt bei einer Zwillingsschleuse die jeweils andere Schleusenkammer die Funktion des Sparbeckens. Berg- und Talfahrt können dann gleichzeitig geschleust werden, wobei das Wasser für die Bergschleusung aus der Kammer der Talschleusung verwendet wird. Damit beträgt der Schleusenverlust nur noch 50 Prozent.
Das Wasserstraßen- und Schifffahrtsamt Neckar betreibt am Neckar viele Doppelschleusen als Zwillingsschleusen. Da die Abflussmenge im Neckar nicht immer ausreicht, um den Schleusenverlust auszugleichen, wird über Verbundschleusungen versucht, die benötigte Wassermenge zu reduzieren. Hierzu ist zwischen den beiden Schleusenkammern ein Verbindungskanal mit Verbundschütz vorhanden. Dadurch kann etwa 45 Prozent der Füllwassermenge eingespart werden.

## Zwillingsschleusen in Deutschland
- Zwillingsschachtschleuse Eisenhüttenstadt
- Schleuse Münster
- Schleuse Kleinmachnow
- Schleuse Herne-Ost